# Europapokal der Pokalsieger (Handball) 1984/85
Der Europapokal der Pokalsieger 1984/85 war die zehnte Austragung des Wettbewerbs für europäische Handball-Pokalsieger. Die 25 teilnehmenden Mannschaften qualifizierten sich in ihren Heimatländern über den nationalen Pokalwettbewerb für den von der Internationalen Handballföderation (IHF) organisierten Europapokal. Der Titelverteidiger FC Barcelona war automatisch qualifiziert und konnte im Finale gegen den sowjetischen Vertreter ZSKA Moskau seinen Titel aufgrund der Auswärtstorregel verteidigen (23:30, 27:20).

## Chronologie des Wettbewerbs

### Erste Runde
|                     | Gesamt |                          | Hinspiel | Rückspiel |
| ------------------- | ------ | ------------------------ | -------- | --------- |
| HB Eschois Fola     | 28:59  | TSV St. Otmar St. Gallen | 13:31    | 15:28     |
| Helsingfors IFK     | 30:51  | LUGI HF                  | 16:29    | 14:22     |
| ZSKA Moskau         | 60:30  | Vestmanna ÍF             | 35:12    | 25:18     |
| SC Dynamo Berlin    | 54:37  | HV Sittardia             | 32:16    | 22:21     |
| ČH Bratislava       | 30:20  | KV Sasja HC              | 15:11    | 15:90     |
| UHK Krems           | 41:44  | USM Gagny                | 24:19    | 17:25     |
| Belenenses Lissabon | 39:49  | Coronas Tenerife         | 19:29    | 20:20     |
| Dinamo Bukarest     | 66:39  | Simtel Derneği           | 39:18    | 27:21     |
| Cividin Trieste     | 32:34  | HC Sportist Kremikowzi   | 22:18    | 10:16     |

Die übrigen Vereine (Veszprémi Építők, Maccabi Rischon LeZion, RK Crvenka, Reinickendorfer Füchse, Ajax København, Víkingur Reykjavík und Titelverteidiger FC Barcelona) zogen durch ein Freilos automatisch ins Achtelfinale ein.

### Achtelfinale
|                        | Gesamt |                          | Hinspiel | Rückspiel |
| ---------------------- | ------ | ------------------------ | -------- | --------- |
| SC Dynamo Berlin       | 44:38  | Veszprémi Építők         | 21:20    | 23:18     |
| Maccabi Rischon LeZion | 33:38  | LUGI HF                  | 19:17    | 14:21     |
| Dinamo Bukarest        | 54:57  | RK Crvenka               | 32:29    | 22:28     |
| Reinickendorfer Füchse | 37:39  | TSV St. Otmar St. Gallen | 23:22    | 14:17     |
| USM Gagny              | 44:36  | Ajax København           | 22:15    | 22:21     |
| ZSKA Moskau            | 59:47  | HC Sportist Kremikowzi   | 36:25    | 23:22     |
| Víkingur Reykjavík     | 56:42  | Coronas Tenerife         | 28:21    | 28:21     |
| FC Barcelona           | 48:42  | ČH Bratislava            | 26:19    | 22:23     |

### Viertelfinale
|                          | Gesamt |             | Hinspiel | Rückspiel |
| ------------------------ | ------ | ----------- | -------- | --------- |
| SC Dynamo Berlin         | 42:49  | ZSKA Moskau | 24:24    | 18:25     |
| TSV St. Otmar St. Gallen | 32:39  | LUGI HF     | 20:16    | 12:23     |
| FC Barcelona             | 40:32  | USM Gagny   | 25:17    | 15:15     |
| Víkingur Reykjavík       | 45:39  | RK Crvenka  | 20:15    | 25:24     |

## Halbfinale
|                    | Gesamt   |              | Hinspiel | Rückspiel |
| ------------------ | -------- | ------------ | -------- | --------- |
| LUGI HF            | 42:42(A) | ZSKA Moskau  | 23:23    | 19:19     |
| Víkingur Reykjavík | 32:35    | FC Barcelona | 20:13    | 12:22     |

### Finale
Das Hinspiel fand am 14. April 1985 in Moskau und das Rückspiel am 20. April 1985 im Palau Blaugrana von Barcelona statt.
|             | Gesamt   |              | Hinspiel      | Rückspiel     |
| ----------- | -------- | ------------ | ------------- | ------------- |
| ZSKA Moskau | 50:50(A) | FC Barcelona | 30:23 (16:12) | 20:27 (11:16) |